# Distretto di Monthey
Il distretto di Monthey è un distretto del Canton Vallese, in Svizzera. Confina con il distretto di Saint-Maurice a sud-est, con la Francia (dipartimento dell'Alta Savoia nel Rodano-Alpi) a ovest e con il Canton Vaud (distretti di Vevey a nord e di Aigle a est). Il capoluogo è Monthey. Comprende una parte del lago di Ginevra.

## Comuni
Amministrativamente è diviso in 9 comuni:
- Champéry
- Collombey-Muraz
- Monthey
- Port-Valais
- Saint-Gingolph
- Troistorrents
- Val-d'Illiez
- Vionnaz
- Vouvry